# Choi Mi-sun
Choi Mi-sun (Koreaans: 최미선) (Gwangju, 1 juli 1996) is een Zuid-Koreaans boogschutster.

## Carrière
Choi was onderdeel van de Zuid-Koreaanse ploeg die goud veroverde in 2016 op de Olympische Spelen. Ze veroverde verschillende titels en podia en maakte deel uit van de Zuid-Koreaanse ploeg die het vrouwen boogschieten domineren en verschillende jaren alle grote wedstrijden wonnen. 

## Erelijst

### Olympische Spelen
- 2016:  Rio de Janeiro (team)

### Wereldkampioenschap
- 2015:  Kopenhagen (individueel)
- 2015:  Kopenhagen (team)
- 2017:  Mexico Stad (team)
- 2019:  's-Hertogenbosch (individueel)
- 2019:  's-Hertogenbosch (team)

### Aziatisch kampioenschap
- 2019:  Bangkok (team)

### Universiade
- 2015:  Gwangju (individueel)
- 2015:  Gwangju (team)
- 2017:  Taipei (gemengd)
- 2017:  Taipei (team)
- 2019:  Napels (individueel)
- 2019:  Napels (team)

### World Cup
- 2015:  Shanghai (individueel)
- 2015:  Shanghai (team)
- 2015:  Antalya (individueel)
- 2015:  Antalya (gemengd)
- 2015:  Antalya (team)
- 2015:  Mexico Stad (individueel)
- 2015:  Mexico Stad (gemengd)
- 2016:  Medellin (individueel)
- 2016:  Medellin (gemengd)
- 2016:  Medellin (team)
- 2016:  Antalya (individueel)
- 2016:  Antalya (gemengd)
- 2016:  Odense (individueel)
- 2016:  Odense (gemengd)
- 2017:  Berlijn (gemengd)
- 2017:  Salt Lake City (individueel)
- 2017:  Salt Lake City (team)
- 2017:  Berlijn (team)
- 2019:  Medellin (team)
- 2019:  Shanghai (gemengd)
- 2019:  Shanghai (team)

1988: Kim S-n/Wang/Yun Y-s ·
1992: Cho/Kim S-n/Lee E-k ·
1996: Kim J-s/Kim K-w/Yoon H-y ·
2000: Kim N-s/Kim S-n/Yun M-j ·
2004: Lee S-j/Park/Yun M-j ·
2008: Joo/Park/Yun O-h ·
2012: Choi/Ki/Lee S-j ·
2016: Chang/Choi/Ki ·
2020: An/Jang/Kang ·
2024: Jeon/Lim/Nam